# احیاء حلب و اسواقها
احیاء حلب و اسواقها عنوان کتابی است از خیر الدین اسدی که در سال ۱۹۸۴ منتشر شد. این کتاب در خصوص حلب، رجال حلب، اعصار اسلامی، شهرهای سوریه، تاریخ اجتماعی و فرهنگی، مکان‌های فرهنگی، تاریخی، مذهبی مربوط به اعصار اسلامی و حلب می‌باشد.